# Halton
Halton, antigament un poble separat, ara forma part de la ciutat de Runcorn, Cheshire, Anglaterra. El nom Halton el va adoptar el borough de Halton, que inclou Runcorn, Widnes i altres parròquies.
El poble està situat en una posició elevada a 73 m comparat amb l'àrea que l'envolta, d'uns 30 m. Al cim de l'afloriment hi ha les runes del castell de Halton.

## Història

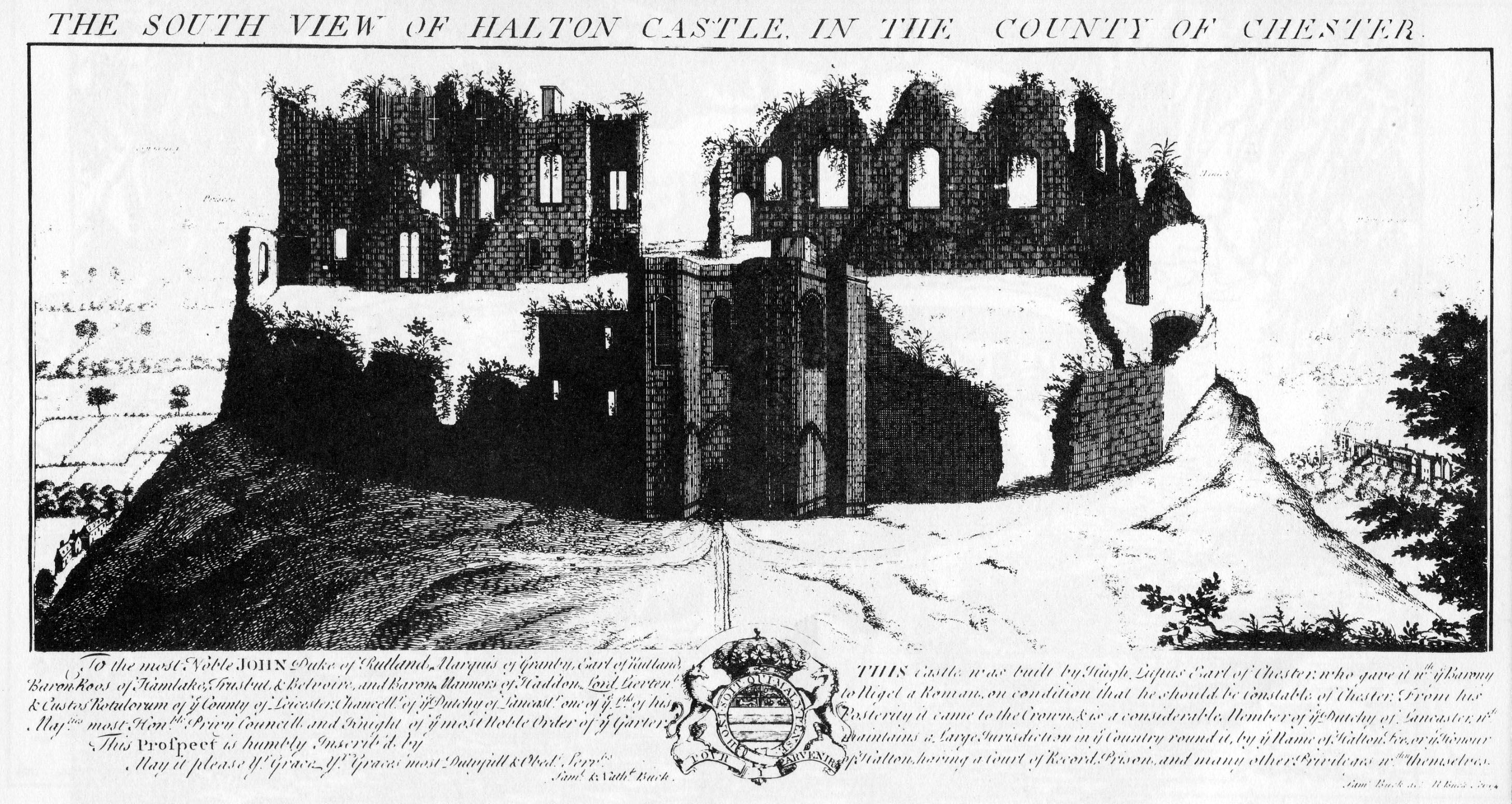
Gravat dels germans Buck on es representa el castell de Halton.

No hi ha cap prova d'ocupació humana durant l'Edat de Pedra ni durant l'era romana. El poble consigna per primera vegada en el llibre de Domesday i cap al segle xi el primer castell, que esdevindria tron dels barons de Halton, construït a dalt del turó. Durant l'edat medieval es va construir al sud i oest del poble un parc de cérvols de 40 hectàrees. En aquella època Halton tenia mercat setmanal i fira anual. El poble tenia una cort leet i un castell i un castell que s'utilitzava com a presó. Durant la guerra civil el castell era administrat pels reialistes i va ser assetjat dues vegades per les forces parlamentàries. La importància de Halton va anar cada vegada a menys amb l'arribada de la revolució industrial i amb el desenvolupament d'altres indústries a Runcorn.